# Amroth Wright
Almroth Edward Wright (Middleton Tyas, 10 de agosto de 1861 - 30 de abril de 1947) foi um bacteriologista e imunologista britânico.
Ele é notável por desenvolver um sistema de inoculação contra a febre tifóide, reconhecendo desde o início que os antibióticos criariam bactérias resistentes e sendo um forte defensor da medicina preventiva.

## Biografia
Wright nasceu em Middleton Tyas, perto de Richmond, North Yorkshire em uma família de ascendência anglo-irlandesa e sueca. Ele era filho do reverendo Charles Henry Hamilton Wright, diácono de Middleton Tyas, que mais tarde serviu em Belfast, Dublin e Liverpool e administrou a Sociedade de Reforma Protestante. Sua mãe, Ebba Almroth, era filha de Nils Wilhelm Almroth, governador da Casa da Moeda Sueca em Estocolmo. Seu irmão mais novo, Charles Theodore Hagberg Wright, tornou-se bibliotecário da Biblioteca de Londres.
Em 1882 ele se formou no Trinity College, Dublin, com honras de primeira classe em literatura moderna e ganhou uma medalha de ouro em línguas e literatura modernas. Simultaneamente fez cursos de medicina e em 1883 formou-se em medicina.:3 No final do século XIX, Wright trabalhou com as forças armadas da Grã-Bretanha para desenvolver vacinas e promover a imunização.
Em 1902, Wright iniciou um departamento de pesquisa no Hospital de St. Mary's Medical School, em Londres. Ele desenvolveu um sistema de inoculação contra a febre tifóide e uniu as teorias humoral e celular da imunidade, mostrando a cooperação de uma substância (que ele chamou de opsonina) contida no soro com os fagócitos contra patógenos. Citando o exemplo da Segunda Guerra Bôer, durante a qual muitos soldados morreram de doenças facilmente evitáveis, Wright convenceu as forças armadas de que 10 milhões de doses de vacina para as tropas no norte da França deveriam ser produzidas durante a Primeira Guerra Mundial. Durante a Primeira Guerra Mundial, Wright estabeleceu um laboratório de pesquisa anexo ao hospital da Força Expedicionária Britânica, denominado Número 13, Hospital Geral em Boulogne-sur-Mer. Em 1919, Wright voltou para St Mary's e permaneceu lá até sua aposentadoria em 1946. Entre os muitos bacteriologistas que seguiram os passos de Wright em St Mary's estava Sir Alexander Fleming, que por sua vez mais tarde descobriu a lisozima e a penicilina. Wright foi eleito membro da Royal Society em maio de 1906. Leonard Colebrook se tornou seu assistente a partir de 1907 e continuou trabalhando com ele até 1929.
Wright avisou logo no início que os antibióticos criariam bactérias resistentes,:130 algo que tem se mostrado um perigo crescente. Ele tornou influentes suas reflexões sobre a medicina preventiva, enfatizando as medidas preventivas. As ideias de Wright foram reafirmadas recentemente - 70 anos após sua morte - por pesquisadores modernos em artigos em periódicos como o Scientific American. Ele também argumentou que os microrganismos são veículos de doenças, mas não sua causa, uma teoria que lhe rendeu o apelido de "Almroth Wrong" de seus oponentes. Outro apelido depreciativo era "Sir Almost Wright".
Ele também propôs que a lógica fosse introduzida como parte do treinamento médico, mas sua ideia nunca foi adotada. Wright também apontou que Pasteur e Fleming, embora ambos excelentes pesquisadores, não haviam realmente conseguido encontrar curas para as doenças que procuravam, mas em vez disso encontraram curas para doenças totalmente não relacionadas.
Wright foi um forte defensor da teoria Ptomaine para a causa do escorbuto. A teoria era que carnes mal conservadas continham alcalóides que eram tóxicos para os humanos quando consumidos. Essa teoria prevaleceu quando Robert Falcon Scott planejou sua fatídica expedição à Antártica em 1911. Em 1932, a verdadeira causa da doença foi determinada ser a deficiência da dieta de um nutriente específico, agora chamado de Vitamina C (ácido ascórbico).

## Sufrágio feminino
Wright se opôs fortemente ao sufrágio feminino. Ele argumentou que os cérebros das mulheres eram inatamente diferentes dos dos homens e não foram constituídos para lidar com questões sociais e públicas. Seus argumentos foram mais amplamente expostos em seu livro The Unexpurgated Case Against Woman Suffrage (1913). No livro, Wright também se opõe vigorosamente ao desenvolvimento profissional das mulheres. Rebecca West e May Sinclair escreveram artigos criticando a oposição de Wright ao sufrágio feminino. Charlotte Perkins Gilman satirizou a oposição de Wright ao sufrágio feminino em seu romance Herland.

## Trabalhos
O trabalho de Wright pode ser dividido nas seguintes três fases
- Fase inicial (1891–1910) - mais de 20 publicações em revistas médicas, palestras para alunos e outros trabalhos científicos
  - Upon a new septic (1891)
  - On the conditions which determine the distribution of the coagulation (1891)
  - A new method of blood transfusion (1891)
  - Grocers' research scholarship lectures (1891)
  - Lecture on tissue- or cell-fibrinogen (1892)
  - On the leucocytes of peptone and other varieties of liquid extravascular blood (1893)
  - On Haffkine's method of vaccination against Asiatic cholera (1893, coauthored with D. Bruce)
  - Remarks on methods of increasing and diminishing the coagulability of the blood (1894)
  - On the association of serous haemorrhages (1896)
  - A suggestion as to the possible cause of the corona observed in certain after images (1897)
  - On the application of the serum test to the differential diagnosis of typhoid and Malta fever (1897)
  - Remarks on vaccination against typhoid fever (1897, coauthored with D. Semple)
  - An experimental investigation on the role of the blood fluids in connection with phagocytosis (1903, coauthored with Stewart Rankin Douglas)
  - On the action exerted upon the tubercle bacillus by human blood fluids (1904, coauthored with Stewart Rankin Douglas)
  - A short treatise on anti-typhoid inoculation (1904)
  - On the possibility of determining the presence or absence of tubercular infection (1906, coauthored with S. T. Reid)
  - On spontaneous phagocytosis (1906, coauthored with S. T. Reid)
  - Studies on immunisation and their application to the diagnosis and treatment of bacterial infections (1909)
  - Vaccine therapy—its administration, value, and limitations (1910)
  - Introduction to vaccine therapy (1920)
- Fases da guerra (1914-1918 e 1941-1945) - trabalhos principalmente sobre feridas, infecções de feridas e novas perspectivas sobre o tema
  - Wound infections and some new methods (1915)
  - Conditions which govern the growth of the bacillus of "Gas Gangrene" (1917)
  - Pathology and Treatment of War Wounds (1942)
  - Researches in Clinical Physiology (1943)
  - Studies on Immunization (2 vol., 1943–1944)
- Fase de filosofia (1918-1941 e 1945-1947) - trabalhos mais ou menos filosóficos, incluindo pensamentos sobre lógica, igualdade, ciência e métodos científicos
  - The Unexpurgated Case against Woman Suffrage (1913)
  - The Conditions of Medical Research (1920)
  - Alethetropic Logic: a posthumous work (1953, presented by Giles J. Romanes)
- Manuais
  - Principles of microscopy: being a handbook to the microscope (1906)
  - Technique of the teat and capillary glass tube (1912)